# کونوئه ساکیکو
کونوئه ساکیکو (به ژاپنی: K近衛 前子 Konoe Sakiko) یکی زنان متعلق به دربار امپراتوری در کیوتو در دوره آزوچی-مومویاما و دوره ادو بود. وی همسر غیر اصلی امپراتور گو-یوزی و مادر امپراتور گومیزونو بود. پدر اصلی وی کونوئه ساکی‌هیسا بود اما وی دخترخواندگی تویوتومی هیده‌یوشی درآمد.